# The Ravens
The Ravens（ザ・レイブンズ）は、日本のロックバンド。

## 概要
2015年、Dragon AshのフロントマンKjがソロ活動を行う中、楽曲をライブで披露する為にKj、櫻井誠（Dragon Ash）、PABLO（Pay money To my Pain）、武史（山嵐）、渡辺シュンスケ（Schroeder-Headz）で結成。

## 来歴
2015年、降谷建志が自身の名義でリリースした「Everything Becomes The Music」のリリース日に、スタジオセッションにて現メンバーが集い初ライブを実施。
2018年、バンド名を「The Ravens」とし、活動を開始。
2020年、1st配信シングル「Golden Angle」をリリース。
2022年、1stアルバム「ANTHEMICS」を発売。
2023年、2ndアルバム「SCARECROWS」を発売

## メンバー
- Kj：ボーカル、ギター
- PABLO：ギター
- 武史：ベース
- 渡辺シュンスケ：ピアノ、キーボード、コーラス
- 櫻井誠：ドラムス、コーラス

## ディスコグラフィ

### シングル
|  | 発売日        | タイトル     | 規格品番 | 備考 |
|  | ------------- | ------------ | -------- | ---- |
|  | 2020年10月3日 | Golden Angle | 配信限定 |      |

### アルバム
|     | 発売日        | タイトル   | 規格品番                                                              | オリコン | 備考 |
| 1st | 2022年8月31日 | ANTHEMICS  | VIZL-2089:生産限定盤 VICL-65722:通常盤                                | 24位     |      |
| 2nd | 2023年9月27日 | SCARECROWS | VIZL-2233:完全生産限定盤A VIZL-2234:完全生産限定盤B VICL-65876:通常盤 | 32位     |      |